# Anil Couto

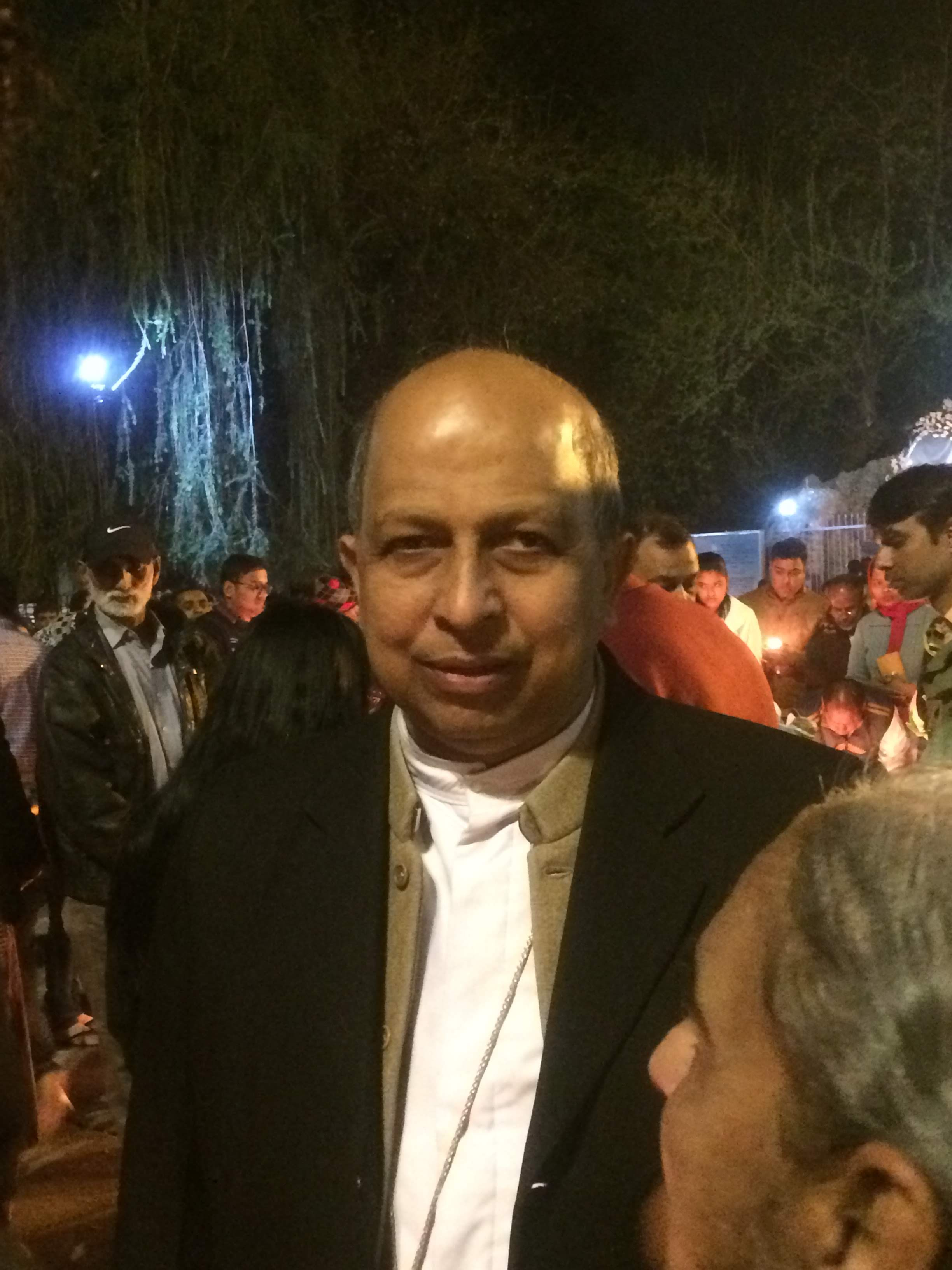
Anil Couto, 2019

Anil Joseph Thomas Couto (* 22. September 1954 in Pemburpa, Goa) ist ein indischer römisch-katholischer Geistlicher und Erzbischof von Delhi.

## Leben
Anil Couto empfing am 8. Februar 1981 die Priesterweihe.
Papst Johannes Paul II. ernannte ihn am 22. Dezember 2000 zum Titularbischof von Cenculiana und zum Weihbischof in Delhi. Die Bischofsweihe spendete ihm der Erzbischof von Delhi, Vincent Michael Concessao, am 11. März 2001; Mitkonsekratoren waren Oswald Gracias, Erzbischof von Agra, und Symphorian Thomas Keeprath OFMCap, Bischof von Jalandhar.
Am 24. Februar 2007 ernannte ihn Benedikt XVI. zum Bischof von Jalandhar und am 30. November 2012 zum Erzbischof von Delhi.